# MOR103
 (juin 2018).
| Données cliniques | Données cliniques                                                          |
| ----------------- | -------------------------------------------------------------------------- |
| Termes d'usage    | MOR103, GSK3196165                                                         |
| Licence           | À l'origine MorphoSys                                                      |
| Licence           | Cédé à GlaxoSmithKline (GSK) en 2013                                       |
| Statut légal      | Essais cliniques pour la polyarthrite rhumatoïde et la sclérose en plaques |

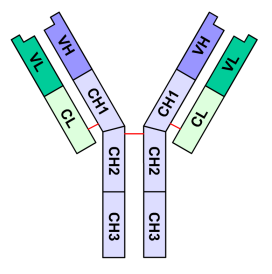
Représentation schématique d'un anticorps avec : domaines variables (V) et constants (C), chaînes lourdes (bleues) et légères (vertes).

MOR103 (également connu sous le nom de GSK3196165) est un anticorps entièrement humain qui a été développé par la société de biotechnologie MorphoSys. Il peut également être désigné sous le nom d'anticorps HuCAL, HuCAL signifiant « Human Combinatorial Antibody Library » et étant une technique utilisée pour générer des anticorps monoclonaux. MOR103 est dirigé contre le facteur de stimulation des colonies de granulocytes-macrophages (FSC-GM), une glycoprotéine monomérique fonctionnant comme une cytokine favorisant à la fois la prolifération et l'activation des macrophages et des granulocytes neutrophiles.

## Mode d'action
MOR103, en tant que son anticorps monoclonal, se lie spécifiquement à FSC-GM qui est par conséquent neutralisé et incapable de se lier à ses cibles, les cellules inflammatoires, comme il le devrait afin de permettre leur prolifération et leur activation. Ne s'ensuivra donc pas d'induction d'inflammation (par des cytokines, par exemple TNF-α, IL-1, IL-6), de chimiotaxie (par chimiokines, par exemple IL-8), de dégradation des tissus (causée par exemple par les MMPs, H2O2) ou de réponse des lymphocytes T et B (à la suite d'une élévation du niveau de CMH II).

## Utilisations médicales
Au-delà de son rôle dans les voies immunitaires naturelles, il a été démontré que le FSC-GM est impliqué dans des maladies auto-immunes telles que la sclérose en plaques (SEP) et la polyarthrite rhumatoïde (PR), cas dans lesquels FSC-GM est présent en quantité élevée et médiateur d'une production accrue d'éléments pro-inflammatoires (cytokines, chimiokines, peptidases). Le facteur est également connu pour être impliqué dans l'arthrose de la main. La recherche se dirige donc vers FSC-GM en tant que cible moléculaire pour le traitement de ces troubles, notamment par l'immunothérapie telle que la thérapie par anticorps monoclonaux qui est connue pour être efficace contre les maladies auto-immunes.

### Polyarthrite rhumatoïde
Il existe déjà des traitements de la polyarthrite rhumatoïde par des anticorps monoclonaux (infliximab, adalimumab). Ces médicaments ne ciblent pas FSC-GM mais TNF-α qui est une autre cytokine impliquée dans la maladie. Cependant, l'implication majeure du TNF-α dans l'immunité rend sa répression délicate : cela diminue les défenses immunitaires des patients traités face à d'éventuelles nouvelles infections et peut permettre la réactivation d'infections latentes telles que l'hépatite B et la tuberculose. Le nombre de cas présentant des effets secondaires graves, y compris mortels, a amené la FDA (administration américaine en mesure de permettre ou non la commercialisation de médicaments sur son sol) à ordonner une surveillance étroite des patients avant et pendant un traitement par des médicaments inhibiteurs du TNF. Néanmoins, une autre façon de contourner ces résultats peut être de cibler une autre cytokine, ce qui accentue l'intérêt autour de MOR103.

### Sclérose en plaques
Dans la sclérose en plaques (SEP), le FSC-GM est produit par les lymphocytes T auxiliaires (Th1 et Th17). Il est capable de traverser la barrière hémato-encéphalique (BHE) et de se lier à CD52 sur la surface des macrophages. Avec d'autres événements pro-inflammatoires, cela participera au processus d'inflammation du système nerveux central (SNC) qui se produit habituellement dans le cas de la sclérose en plaques.
Il existe de nombreux anticorps monoclonaux utilisés dans le traitement de la sclérose en plaques : natalizumab (ciblant intégrine-α), daclizumab et alemtuzumab (tous deux se liant à CD25, la sous-unité α du récepteur IL-2 à la surface des lymphocytes matures), ocrelizumab (contre le marqueur CD20 sur les cellules B). Cependant, du fait des effets indésirables fréquents provoqués par ces composés (y compris des phénomènes auto-immuns secondaires) la découverte d'une nouvelle cible moléculaire pour le traitement de SEP par des anticorps monoclonaux serait la bienvenue.
MOR103 fait actuellement l'objet d'essais cliniques pour déterminer s'il pourrait être utilisé comme traitement et s'est jusqu'à présent révélé être bien toléré par les patients atteints de sclérose en plaques récurrente-rémittente (SEP-RR) et de sclérose en plaques progressive secondaire (SEP-SP). En effet, la plupart des effets indésirables qui sont survenus au cours du traitement étaient légers à modérés. Il n'y a pas non plus de preuve d'immunogénicité : aucun anticorps anti-MOR103 n'a été détecté chez les patients à la suite du traitement. Ces résultats fournissent des preuves de classe I en ce qui concerne la tolérance acceptable chez les patients atteints de SEP et révèlent que le MOR103 reste un candidat adapté pour le traitement de la sclérose en plaques.